# Nuovo Esercito Popolare
Il Nuovo Esercito Popolare (in filippino: Bagong Hukbong Bayan; in inglese: New People's Army) è un'armata paramilitare organizzata dal Partito Comunista delle Filippine per avviare una guerra popolare nel Paese e portare a compimento la rivoluzione comunista. Venne fondato il 29 marzo 1969 dal guerrigliero Bernabe Buscayno, noto anche come "Comandante Dante" (Kumander Dante), ed è attualmente considerato un'organizzazione terroristica dal Governo filippino, statunitense e dall'Unione europea.
Secondo stime dell'esercito filippino, l'armata conta una forza di circa 60 000 unità al 2015. Il gruppo riscuote "imposte rivoluzionarie", prevalentemente da imprese collocate nelle aree in cui opera. Il Partito Comunista delle Filippine si riferisce al Nuovo Esercito Popolare come alla "agenzia di riscossione tributaria del governo rivoluzionario del popolo". Nel 2014 il tenente delle Forze Armate filippine Ramon Zagala ha invece definito le operazioni del gruppo come "attività di estorsione".

## Storia

### Formazione
Quando si delineò la crisi sino-sovietica, Mao Zedong lanciò un appello volto a creare partiti marxisti-leninisti dai vecchi partiti comunisti ancora fedeli alla linea dell'URSS, considerata revisionista. Fra questi, nel 1968 il Partito Comunista delle Filippine si scisse dal Partito Comunista delle Filippine del 1930, accusato di non avere perseguito la linea della rivoluzione. Un anno dopo la formazione del Nuovo Esercito Popolare si attuò sui resti della guerriglia organizzata anni prima dal PCF per combattere i giapponesi.
Il Nuovo Esercito Popolare compì sparute azioni di guerriglia fino al 1972, anno della dichiarazione della legge marziale da parte del Presidente Marcos. Da quel momento in poi il NEP e il PKP furono in prima linea nella lotta contro la dittatura attraverso una serie di attentati, alcuni dei quali anche terroristici, sostenuti anche da migliaia di studenti. All'inizio degli anni Ottanta il NEP vantava ormai 25.000 soldati.
Nei primi anni Settanta, tuttavia, gran parte della sua dirigenza finì incarcerata o costretta all'esilio, e la nuova leadership si abbandonò ad attacchi scoordinati, saccheggi e insurrezioni urbane.

### Il Secondo Grande Movimento di Rettifica
Nel 1992 la dirigenza del PKP lanciò il Secondo Grande Movimento di Rettifica, per correggere gli errori che erano stati compiuti negli anni Settanta e migliorare l'Esercito Popolare. Gran parte dei capi del NEP che avevano compiuto i suddetti errori vennero cacciati o giustiziati.

### Dopo l'11 settembre
Nell'agosto 2002, dopo l'attacco alle Torri Gemelle di New York, il governo degli Stati Uniti rese noto di ritenere che il Nuovo Esercito Popolare fosse un'organizzazione terrorista legata a Bin Laden. Jose Maria Sison, uno dei fondatori del Partito e dell'Esercito, attende al momento l'espulsione dai Paesi Bassi dopo l'accettazione, da parte dell'Unione europea, della disposizione USA. L'accusa statunitense si deve probabilmente all'omicidio del colonnello Nick Rowe, inviato nelle Filippine per riorganizzare l'esercito governativo.
In ogni caso, il Nuovo Esercito Popolare ha continuato le sue azioni. Negli ultimi tempi si sono avviate trattative fra delegati del governo filippino e del Nuovo Esercito Popolare.